# (1405) Sibelius
(1405) Sibelius ist ein Asteroid des inneren Hauptgürtels, der am 12. September 1936 von dem finnischen Astronomen Yrjö Väisälä in Turku entdeckt wurde.
Benannt wurde der Asteroid am 20. Februar 1976 nach dem finnischen Komponisten Jean Sibelius. Seit 1985 ebenfalls nach Sibelius benannt ist ein Einschlagkrater auf der südlichen Hemisphäre des Planeten Merkur: Merkurkrater Sibelius.